# 겟어웨이 드라이버
《겟어웨이 드라이버》(영어: Wheelman 휠맨[*])는 미국에서 제작된 제러미 러시 감독의 2017년 네오누아르 범죄 스릴러 영화이다. 프랭크 그릴로, 개릿 딜러헌트 등이 출연하였고, 조 카너핸 등이 제작에 참여하였다.

## 줄거리
본인을 도주 운전 담당자를 뜻하는 휠맨으로만 불러 달라고 하는 주인공은 새로운 은행 강도 일을 하던 중 자신이 배신을 당했다는 걸 깨닫는다.

## 출연진
- 프랭크 그릴로 - 휠맨 역
- 개릿 딜러헌트 - 클레이 역
- 케이틀린 카마이클 - 케이티 역
- 웬디 모니즈 - 제시카 역
- 슬레인 - 운반책 재즈 역
- 셰이 위검 - 머더퍼커 역: 모호크 머리를 한 남자.

## 기타 제작진
- 총괄 제작: 조지 패라, 스콧 C. 실버, J. 토드 해리스, 차디 엘리 마타르